# Schule am Steffensweg
Das Gebäude der Schule am Steffensweg, heute Allgemeine Berufsbildende Schule (ABS), in Bremen, Stadtteil Walle, Ortsteil Steffensweg, Steffensweg 171 / Bremerhavener Straße, entstand nach Plänen von Baurat Hugo Weber.
Dieses Gebäude steht seit 1984 unter Bremer Denkmalschutz.
Die Schule wurde nach der Straße benannt und diese nach der Kirche St. Stephani, zu dessen Kirchenkreis Walle früher gehörte und zu der die Straße führte.

## Geschichte
Zwischen 1892 und 1916 entstanden 25 neue Schulen in Bremen. Im Bremer Westen verdoppelte sich am Anfang des 20. Jahrhunderts die Einwohnerzahl. Mehrere neue Schulen wurden gebaut.

Die Freischulen Elisabethstraße (1896) und Schule am Pulverberg (1901), sowie die Volksschule am Steffensweg (1905), Schule an der Vegesacker Straße (1911), Volks- und Realschule am Waller Ring und Volksschule Helgolander Straße (1916) entstanden zentral in Walle.
Diese dreigeschossige Volksschule von 1905 wurde im Reformstil von der Hochbauinspektion Bremen (später Hochbauamt Bremen) geplant und realisiert. Das Gebäude ist teilweise mit einem Walmdach ausgestattet, hat eine rote Klinkerfassade und zwei prägende Risalite mit gerundeten Schweifgiebeln. Ein viel späterer eingeschossiger Anbau stört gestalterisch den Gesamteindruck.

Die unentgeltliche Volksschule wurde 1934 zur Berufsschule umgewandelt.

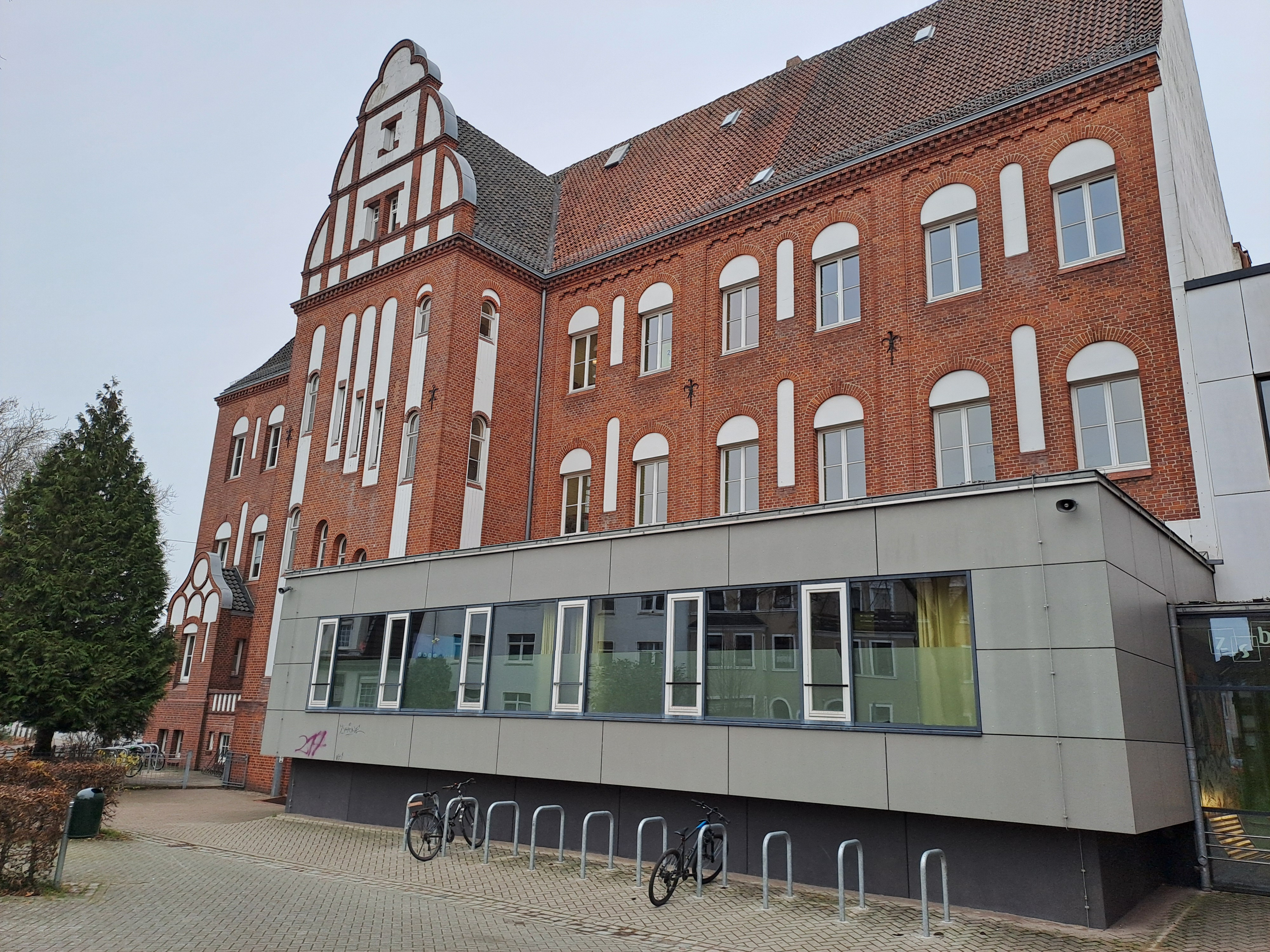
Schule am Steffensweg im November 2024

## Allgemeine Berufsschule
Die Allgemeine Berufsschule (ABS) hat 850 Schülerinnen und Schüler in den Bildungsgängen
- - Praktikumsklassen in verschiedenen Fachrichtungen
  - Berufsorientierungsklassen in verschiedenen Bereichen
  - Berufsorientierungsklassen mit Sprachförderung (BOSp)
  - Sprachförderklassen mit Berufsorientierung (SpBO)

Das Deutsche Rote Kreuz ist Träger des Zentrums für Schule und Beruf (ZSB), das seinen Sitz ebenfalls in dem Gebäude hat. Das ZSB hilft jungen Menschen dabei, den Übergang von der Schule in den Beruf erfolgreich zu gestalten. Es bietet Beratung, Bildungsangebote und individuelle Fördermaßnahmen, um Schülerinnen und Berufseinsteigerinnen auf ihrem Weg zu begleiten. Neben dem Standort am Steffensweg gibt es noch zwei weitere Standorte der ABS in der Valckenburghstraße und der Theodor-Billroth-Straße. 
Die Schule versteht sich als Ort für Ausbildungsvorbereitung und Berufspädagogische Beratung für Jugendliche, die keine Ausbildung erreicht haben, keine weiterführende Schule besuchen oder vorzeitig aufgegeben haben. Von der ehemaligen Senatorin Claudia Bogedan stammt die Bezeichnung „Schule der zweiten Chance“. 